# حقول دسوق للغاز

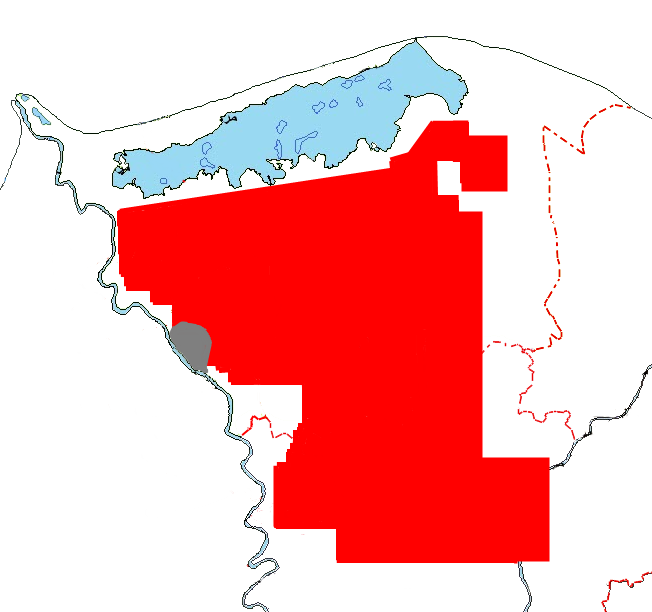
حقول دسوق للغاز الطبيعي
مدينة دسوق

حقول دسوق للغاز الطبيعي، هي أكبر حقول دلتا النيل شمالي مصر المنتجة للغاز الطبيعي، وتعمل كل من شركتي شركة السويس للزيت (سوكو)  وآر دبليو إي ديا على إنتاج الغاز بالحقل. وقد بدأت شركة آر دبليو إي ديا في ضخ أول كمية من الغاز الطبيعي بالحقل في سبتمبر 2013؛ بعد أن حققت الشركة سبعة اكتشافات للغاز؛ وتعمل حالياً على إنشاء أول مصنع غاز بري. ويشتمل مشروع دسوق على تطوير سبعة حقول للغاز لإنتاج ما يبلغ مجموعه 430 مليار قدم مكعب من الغاز خلال المرحلة الأولى من المشروع. وذلك بالتعاون مع الشركة المصرية القابضة للغازات الطبيعية (إيجاس) وشركة السويس للزيت (سوكو).

## التطوير والتشغيل
في نوفمبر 2011، أعلنت شركة إس دى إكس إنرجي التابعة لمجموعة سي دراجون الكندية، العاملة في مجال النفط والغاز بمصر، عن اكتشافها للغاز الطبيعي أثناء قيامها بأعمال الحفر ببئر SD-1X بامتياز منطقة جنوب مدينة دسوق شمالي مصر بمحافظة كفر الشيخ.
وأشارت الشركة في بيان لها عبر موقعها الالكترونى إلى وصولها إلى عمق حفر يصل إلى نحو 7777 قدم، وهو العمق المستهدف بهذه البئر، وهي الطبقة التي تسمى أبو ماضي، مشيرة إلى أن إنتاج الغاز بهذه الطبقة يصل إلى ارتفاع 65 قدم.
وأوضحت الشركة أن ما توصلت إليه أثناء عمليات الحفر يتوافق مع الدراسات المبدئية للشركة التي وضعتها الشركة قبل بدء الحفر، وتابعت الشركة أنها ستستكمل أعمال الحفر وصولا إلى طبقة أبو رواش المنتجة للزيت الخام. وأشارت الشركة إلى قيامها الآن بالمزيد من إعادة التقييم للعمل في ذلك الامتياز حتى تتوصل لبيانات دقيقة حول كميات الإنتاج المتوقعة.
مشروع دسوق، الذي هو أول مشروع تقوم شركة ديا بتشغيله، وواصلت تشغيله وينترشال ديا، يشتمل على تطوير سبعة حقول للغاز في دلتا النيل، ويعتبر حقل شمال غرب خلال الحقل الأول في عملية الإنتاج حيث تم وضعه على خريطة الإنتاج في شهر سبتمبر 2013، وتخطط الشركة لإنتاج ما يبلغ مجموعه 430 مليار قدم مكعبة من الغاز من حقول الغاز السبعة خلال المرحلة الأولى من مشروع تنمية دسوق وذلك بالتعاون مع الشركة المصرية القابضة للغازات الطبيعية (إيجاس) وشركة السويس للزيت (سوكو).